# Douix du Châtillonnais
Les douix du Châtillonnais sont des résurgences du réseau souterrain qui parcourt le sous-sol karstique des plateaux de Langres et du Tonnerrois séparés par le cours de la Seine. Ces résurgences donnent naissance à des cours d’eau de débit relativement important et stable qui alimentent directement ou non le bassin versant.

## Description
Ces résurgences donnent naissance à des rivières le plus souvent courtes mais au débit parfois supérieur à celui du cours d’eau qu’elles rejoignent. Des vestiges montrent qu’elles ont souvent fait l’objet de cultes primitifs : la divinité Divona  était notamment honorée à Châtillon-sur-Seine depuis l'époque celtique.

## Faune
Les douix accueillent la faune des rivières de la région. La fraîcheur et le débit relativement constant des eaux est favorable aux salmonidés.

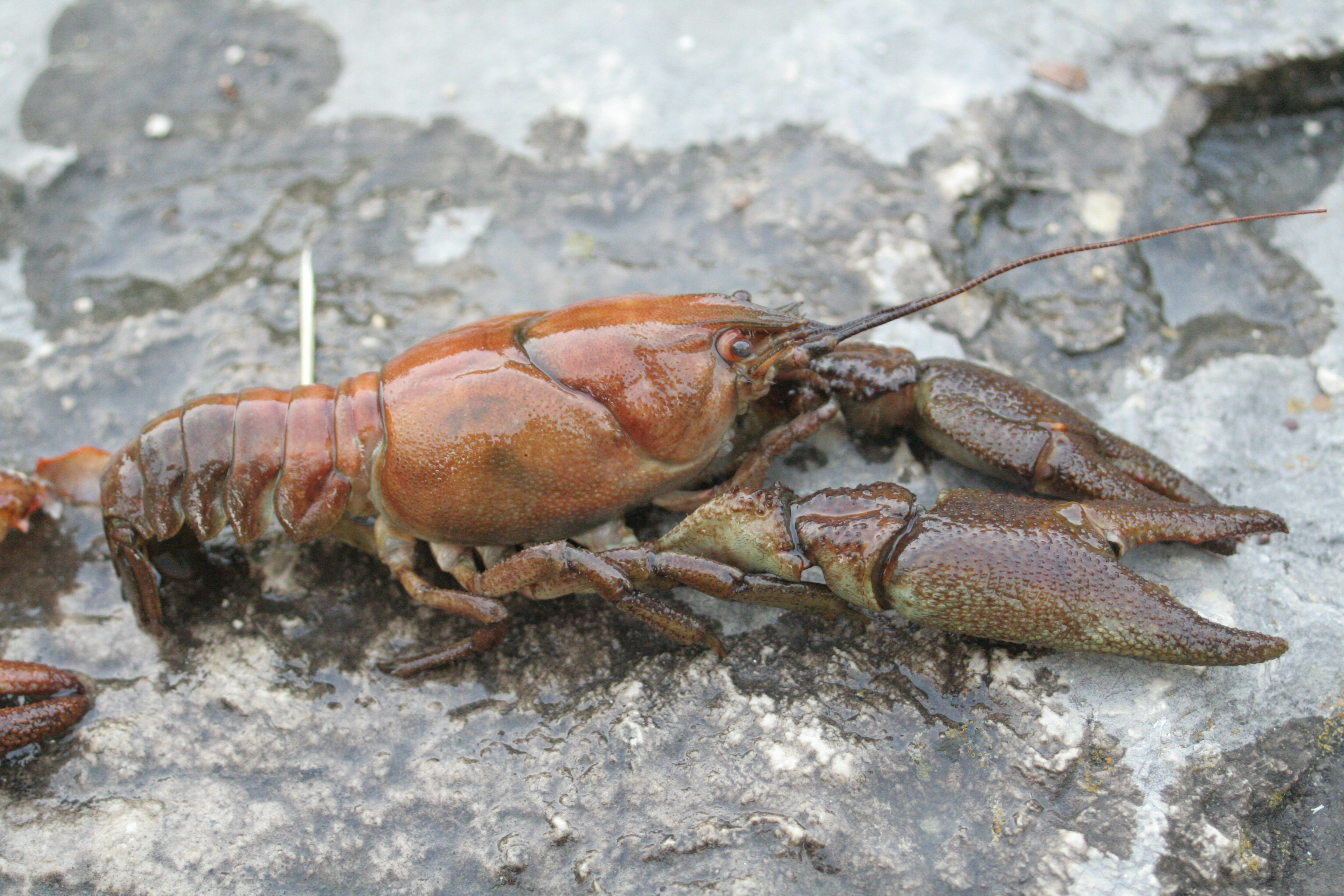
Écrevisse.
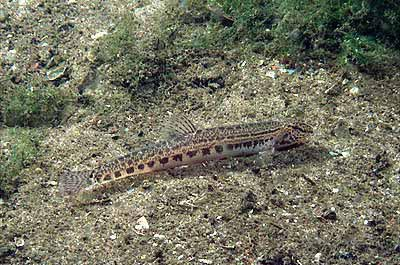
Loche, dite Moutelle.
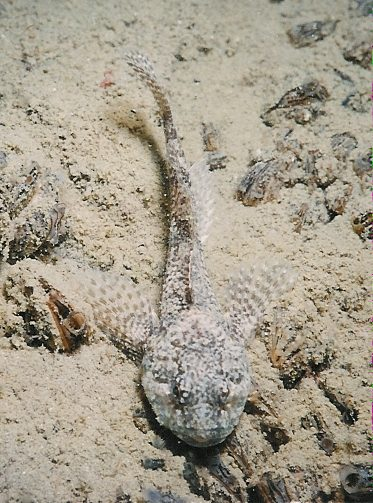
Chabot, dit Cafard.
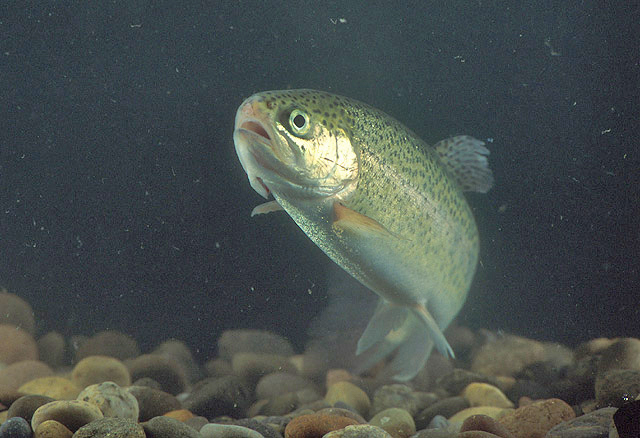
Truite.

## Les principales Douix
Les principales Douix du Châtillonnais comprennent :
- la douix de Châtillon située au pied d'une falaise, exsurgence karstique qui donne naissance à une forte rivière rejoignant un bras de la Seine après un parcours d’une centaine de mètres. Son débit est alors souvent très supérieur à celui de cette dernière. Des explorations en plongée ont permis de remonter le cours souterrain sur plus de 200 mètres  avant d’être bloquées par des éboulements[1] ;
- la douix de Lafont à Duesme qui jaillit à 358 mètres d'altitude au "Trou-Madame" au pied d’un promontoire creusé par le confluent de la Seine [2] avec un débit impressionnant lors des hautes eaux. Le parcours souterrain est  visité par des spéléologues dans les autres circonstances[3] ;
- la douix de la Coquille à Étalante source au fond d'un cirque qui est zone protégée ouverte au public[4] ;
- la douix de Terrefondrée dont le réseau souterrain est apprécié des spéléologues [5] ;
- la douix d'Aulot à Bure-les-Templiers, source au pied d'un plateau occupé jadis par une métairie[6] de la commanderie templière ;
- la douix de la Batterelle à Quemigny-sur-Seine qui apparaît au hameau de la Forge et passe sous le château avant de rejoindre la Seine[7] ;
- la fontaine des Abimes à Montliot-et-Courcelles qui se présente comme une importante émergence pérenne dans un vaste plan d'eau marécageux[8] ;
- la résurgence de la Laigne, en plein centre de la ville de Laignes dont les eaux sont issues de la perte à 20 kilomètres en amont, entre Villaines-en-Duesmois et Puits, du ruisseau de Marcenay[9] qui contribue également à alimenter la Fosse Dionne à  Tonnerre[10].

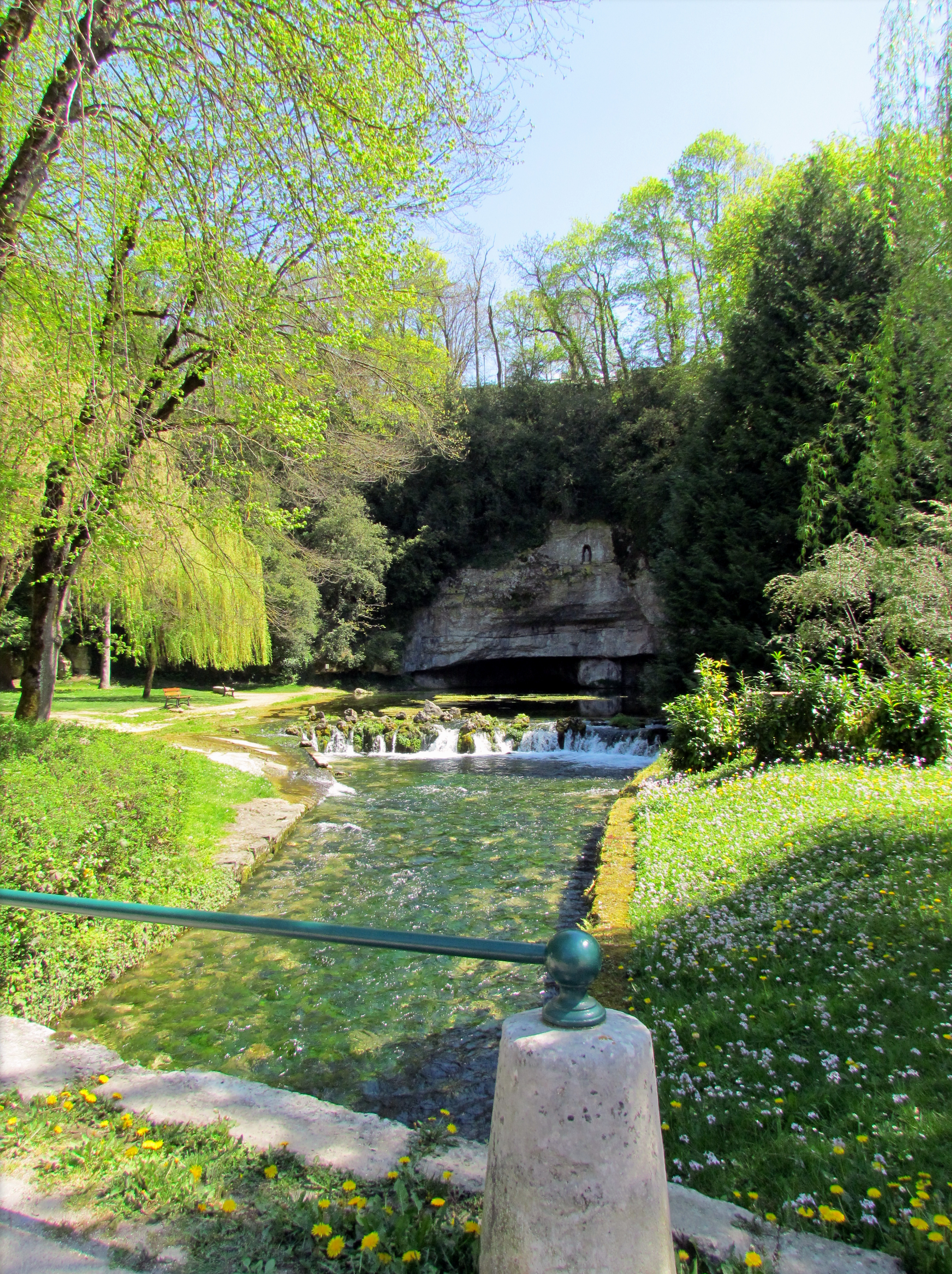
Source de la Douix
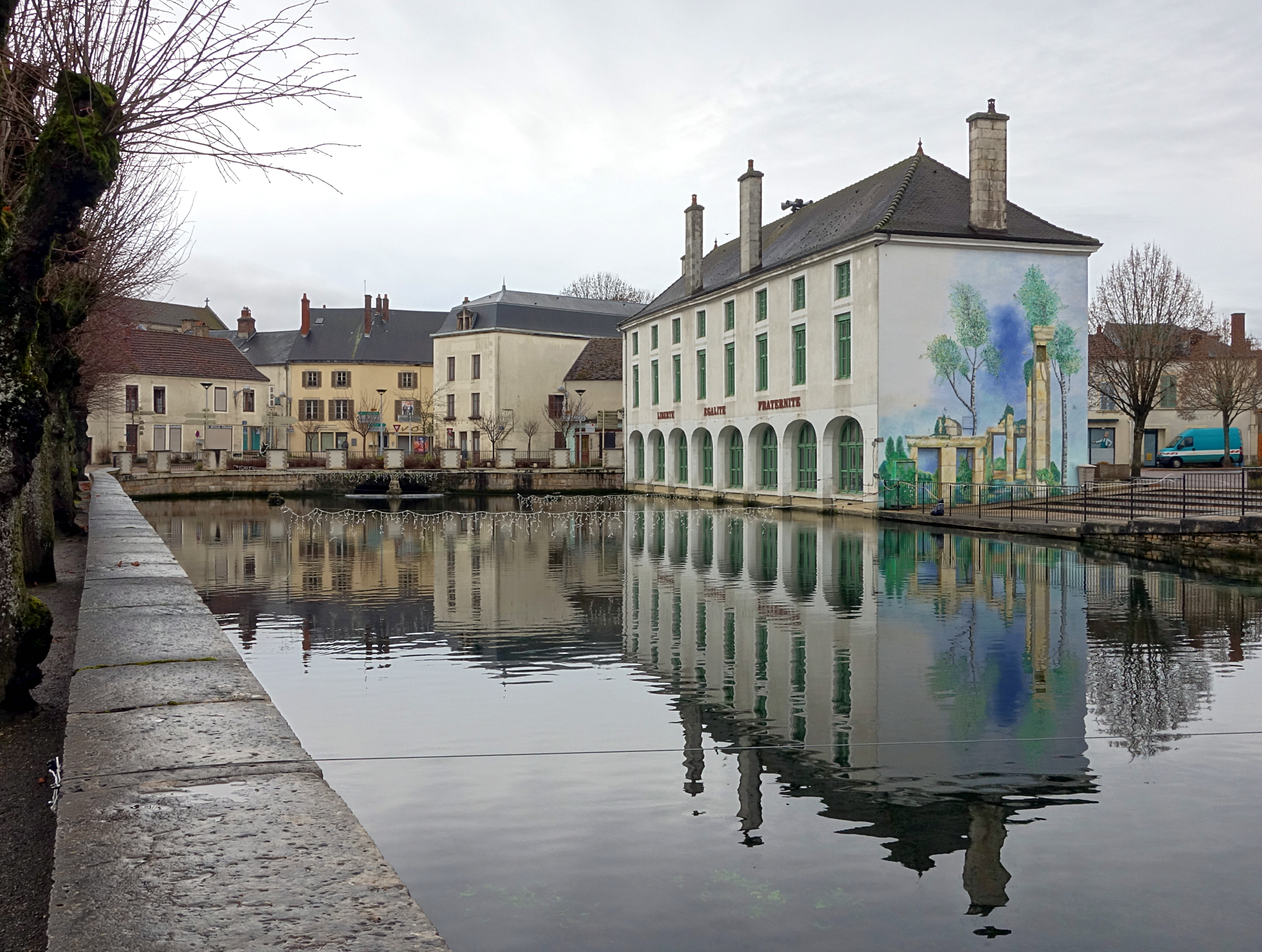
Source de la Laigne
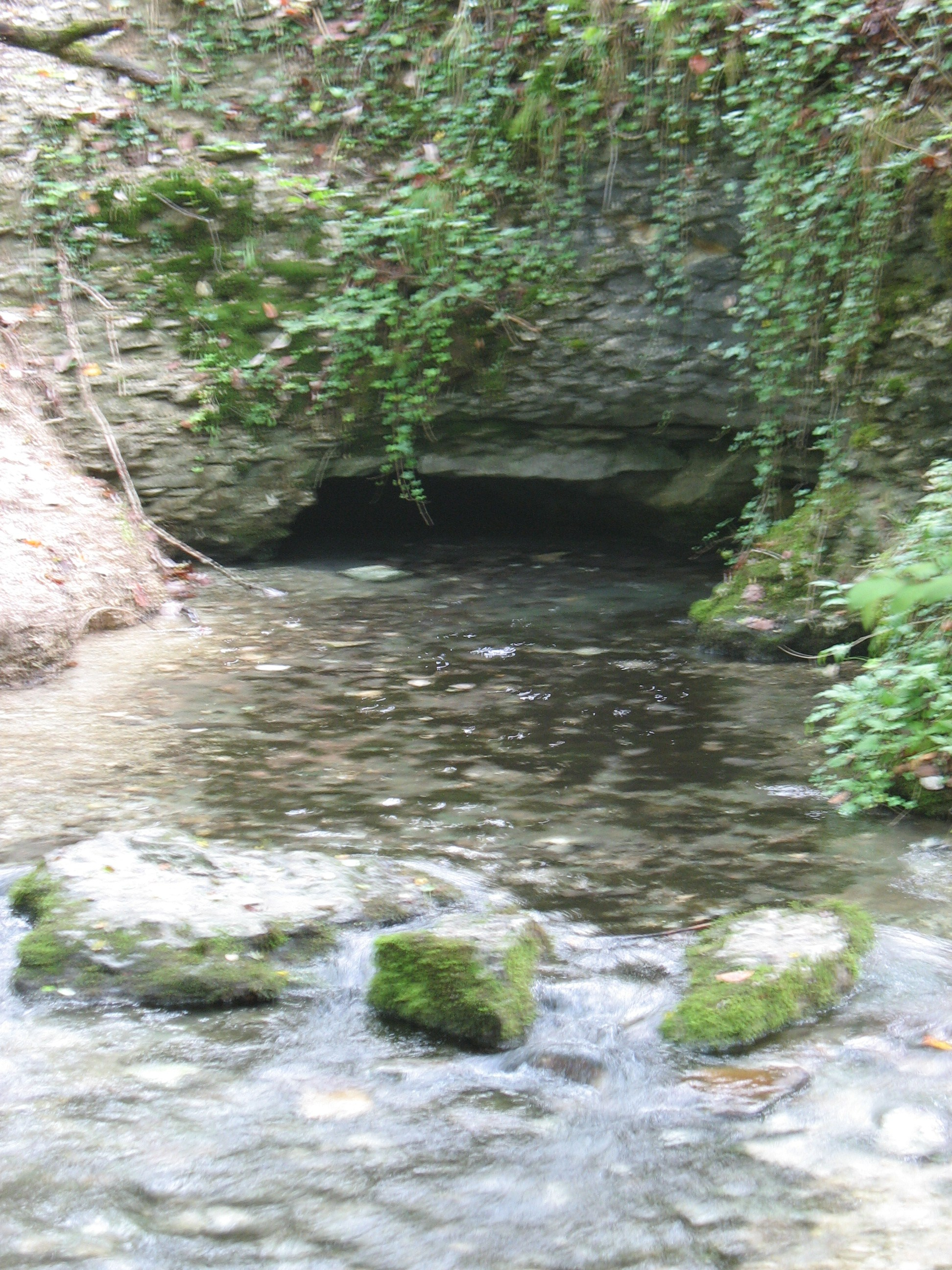
Source de la Coquille

## Autres douix à proximité
On peut rattacher au même réseau souterrain du Tonnerrois :
- la douix de Darcey au sud-est du Châtillonnais, site classé fréquenté par les spéléologues ;
- la Fosse Dionne à Tonnerre classée monument historique depuis 1920[11].